# (473072) 2015 HX96
(473072) 2015 HX96 es un asteroide perteneciente al cinturón de asteroides, descubierto el 28 de noviembre de 2010 por el equipo del Spacewatch desde el Observatorio Nacional de Kitt Peak, Arizona, Estados Unidos.

## Designación y nombre
Designado provisionalmente como 2015 HX96.

## Características orbitales
2015 HX96 está situado a una distancia media del Sol de 2,169 ua, pudiendo alejarse hasta 2,487 ua y acercarse hasta 1,851 ua. Su excentricidad es 0,146 y la inclinación orbital 1,370 grados. Emplea 1167 días en completar una órbita alrededor del Sol.

## Características físicas
La magnitud absoluta de 2015 HX96 es 18,2.